# Pages de nombres premiers
Prime Pages
Les pages de nombres premiers (en anglais Prime Pages) sont un site Web en langue anglaise à propos des nombres premiers, actualisé par le professeur Chris Caldwell à l'université du Tennessee à Martin. 
Les efforts d'amateurs qui consacrent leurs loisirs à trouver les grands nombres premiers sont coordonnés sur ce site web. La liste des « 5 000 plus grands nombres premiers connus » et les listes du « top vingt » des plus grands nombres premiers connus de formes variées intéressantes sont actualisées sur ces pages. 
Le site possède des articles détaillés sur les nombres premiers et sur les tests de primalité. 
Ses pages incluent également les sections « Glossaire des nombres premiers » et « Nombres premiers curieux ».